# Alisson Becker
Alisson Ramses Becker (Novo Hamburgo, el 2 d'octubre de 1992), conegut simplement com a Alisson, és un jugador de futbol brasiler que juga com a porter a l'equip de la Premier League Liverpool i a la selecció de futbol del Brasil. El 2019 fou el primer guanyador del trofeu Iaixin.

## Palmarès
SC Internacional
- 4 Campionats gaúcho: 2013, 2014, 2015, 2016

Liverpool FC
- 1 Campionat del Món de Clubs: 2019
- 1 Lliga de Campions de la UEFA: 2018-19
- 2 Premier League: 2019-20, 2024-25
- 1 Copa anglesa: 2021-22
- 1 Copa de la Lliga anglesa: 2021-22

Selecció brasilera
- 1 Copa Amèrica: 2019